# Premiul Edgar pentru cel mai bun roman de debut al unui autor american
Premiul Edgar pentru cel mai bun roman de debut al unui autor american este acordat din 1946 de către Mystery Writers of America.

## Lista câștigătorilor

### Anii 1940
- 1946 - Julius Fast, Watchful at Night
- 1947 - Helen Eustis, The Horizontal Man
- 1948 - Fredric Brown, The Fabulous Clipjoint
- 1949 - Mildred B. Davis, The Room Upstairs

### Anii 1950
- 1950 - Alan Green, What A Body
- 1951 - Thomas Walsh, Nightmare in Manhattan
- 1952 - Mary McMullen, Strangle Hold
- 1953 - William Campbell Gault, Don't Cry for Me
- 1954 - Ira Levin, A Kiss Before Dying
- 1955 - Jean Potts, Go, Lovely Rose
- 1956 - Lane Kauffman, The Perfectionist
- 1957 - Donald McNutt Douglass, Rebecca's Pride
- 1958 - William Rawle Weeks, Knock and Wait a While
- 1959 - Richard Martin Stern, The Bright Road to Fear

### Anii 1960
- 1960 - Henry Slesar, The Grey Flannel Shroud
- 1961 - John Holbrooke Vance, The Man in the Cage
- 1962 - Suzanne Blanc, The Green Stone
- 1963 - Robert L. Fish, The Fugitive
- 1964 - Cornelius Hirschberg, Florentine Finish
- 1965 - Harry Kemelman, Friday the Rabbi Slept Late
- 1966 - John Ball, In the Heat of the Night
- 1967 - Ross Thomas, The Cold War Swap
- 1968 - Michael Collins, Act of Fear
- 1969 - E. Richard Johnson, Tie: Silver Street
- 1969 - Dorothy Uhnak, The Bait

### Anii 1970
- 1970 - Joe Gores, A Time for Predators
- 1971 - Lawrence Sanders, The Anderson Tapes
- 1972 - A. H. Z. Carr, Finding Maubee
- 1973 - R. H. Shimer, Squaw Point
- 1974 - Paul Erdman, The Billion Dollar Sure Thing
- 1975 - Gregory Mcdonald, Fletch
- 1976 - Rex Burns, The Alvarez Journal
- 1977 - James Patterson, The Thomas Berryman Number
- 1978 - Robert Ross, A French Finish
- 1979 - William L. DeAndrea, Killed in the Ratings

### Anii 1980
- 1980 - Richard North Patterson, The Lasko Tangent
- 1981 - K. Nolte Smith, The Watcher
- 1982 - Stuart Woods, Chiefs
- 1983 - Thomas Perry, The Butcher's Boy
- 1984 - Will Harriss, The Bay Psalm Book Murder
- 1985 - R. D. Rosen, Strike Three, You're Dead
- 1986 - Jonathan Kellerman, When the Bough Breaks
- 1987 - Larry Beinhart, No One Rides for Free
- 1988 - Deidre S. Laiken, Death Among Strangers
- 1989 - David Stout, Carolina Skeletons

### Anii 1990
- 1990 - Susan Wolfe, The Last Billable Hour
- 1991 - Patricia Cornwell, Postmortem
- 1992 - Peter Blauner, Slow Motion Riot
- 1993 - Michael Connelly, The Black Echo
- 1994 - Laurie R. King, A Grave Talent
- 1995 - George Dawes Green, The Caveman's Valentine
- 1996 - David Housewright, Penance
- 1997 - John Morgan Wilson, Simple Justice
- 1998 - Joseph Kanon, Los Alamos
- 1999 - Steve Hamilton, A Cold Day in Paradise

### Anii 2000
- 2000 - Eliot Pattison, The Skull Mantra
- 2001 - David Liss, A Conspiracy of Paper
- 2002 - David Ellis, Line of Vision
- 2003 - Jonathon King, The Blue Edge of Midnight
- 2004 - Rebecca Pawel, Death of a Nationalist
- 2005 - Don Lee, Country of Origin
- 2006 - Theresa Schwegel, Officer Down
- 2007 - Alex Berenson, The Faithful Spy
- 2008 - Tana French, In the Woods
- 2009 - Francie Lin, The Foreigner

### Anii 2010
- 2010 - Stefanie Pintoff, In the Shadow of Gotham
- 2011 - Bruce DeSilva, Rogue Island
- 2012 - Lori Roy, Bent Road
- 2013 - Chris Pavone, The Expats
- 2014 - Jason Matthews, Red Sparrow
- 2015 - Tom Bouman, Dry Bones in the Valley
- 2016 - Viet Thanh Nguyen, The Sympathizer
- 2017 - Flynn Berry, Under the Harrow

## Legături externe
- The official website of Edgar Awards